# Maechidius kanallus
Maechidius kanallus är en skalbaggsart som beskrevs av Britton 1957. Maechidius kanallus ingår i släktet Maechidius och familjen Melolonthidae. Inga underarter finns listade i Catalogue of Life.